# Амок (новелла)
Амок (нем. Der Amokläufer) — новелла австрийского писателя, драматурга Стефана Цвейга (1922).

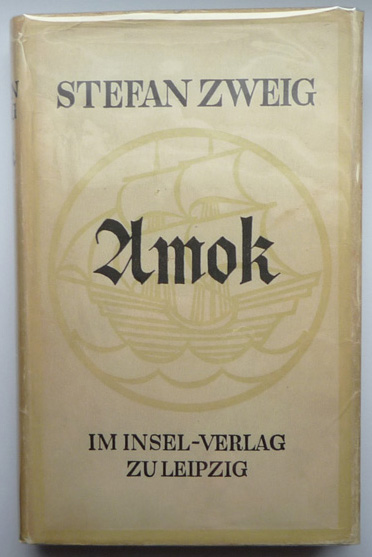
Амок, новая издание (1931), немецкий язык

В России перевод был выполнен Д. Горфинкелем.
На момент публикации термин «амок» не был общеупотребительным и был характерен лишь малайзийской культуре. Считалось, что это состояние бешенства, вызванное наркотическим опьянением. Однако, в более широком значении, это психическое заболевание, возникающее в результате расстройства сознания. Особенностями данного заболевания являются неконтролируемое бешенство и принесение физических увечий окружающим людям.

## Сюжет
1912 год. Пароход отплывает в Европу. Ночью в тени борта встречаются двое мужчин. Между ними происходит откровенная беседа, в которой один из них, проникнувшись доверием к другому, пытается излить ему душу и рассказывает случай, недавно приключившийся с ним.
Он рассказывает о том, как подписав долгосрочный контракт, он покидает Голландию и едет в отдаленную тропическую деревушку на врачебную практику. Находясь долгое время на чужбине, он впадает в отчаяние. Однажды к нему приходит некая знатная особа и просит тайно прервать ее беременность, при этом предлагает крупную денежную сумму. Однако, в порыве обуревавших его чувств, он отказывается от денег и требует еще одной встречи с ней в нерабочее время. Будучи униженной, женщина выбегает из комнаты. Раскаявшись в своем поступке, врач бросается за ней, но не успевает ее догнать.
Позже он узнает, что она — жена крупного коммерсанта и происходит из знатного английского рода. Муж долгое время находится в Америке и в скором времени должен вернуться.
Долгое время он пребывает в состоянии одержимости, преследует ее везде, пытаясь исправить свою ошибку и помочь ей скрыть неверность мужу. Однако женщина еще больше остерегается его. В конце концов, выясняется, что она обращается к местному лекарю, дабы избежать огласки. Врач находит ее в тот момент, когда она пребывает в агонии и дает ей слово утаить случившееся от общества во что бы то ни стало.

## Экранизации
- 1927: Амок. Режиссер: Константин Марджанов.
- 1934: Амок. Режиссер: Федор Оцеп.
- 1944: Амок. Режиссер: Антонио Мопле. В ролях: Мариа Феликс и Хулиан Солер.
- 1993: Амок. Режиссер: Жоель Фарж. В ролях: Фанни Ардан и Анджей Северин.